# تالاسامدون
تالاسامدون (به انگلیسی: Thalassomedon) یکی از انواع پلسیوسورها است.نام این جانور به یونانی مشتق شده از دو کلمه تالاسا به معنی دریا و مدون به معنی ارباب و حکفرما است و تالاسامدون به معنی ارباب دریاها می‌باشد.این جانور در ۹۵ میلیون سال پیش در آمریکای شمالی کنونی زیست می‌کرده و بقایای آن از سنگ‌ها دوره کرتاسه پسین بدست آمده است.و نزدیکترین خویشاوند آن الاسموسور می‌باشد و با دیگر انواع آن خانواده الاسموسوریدها را تشکیل می‌دهند.

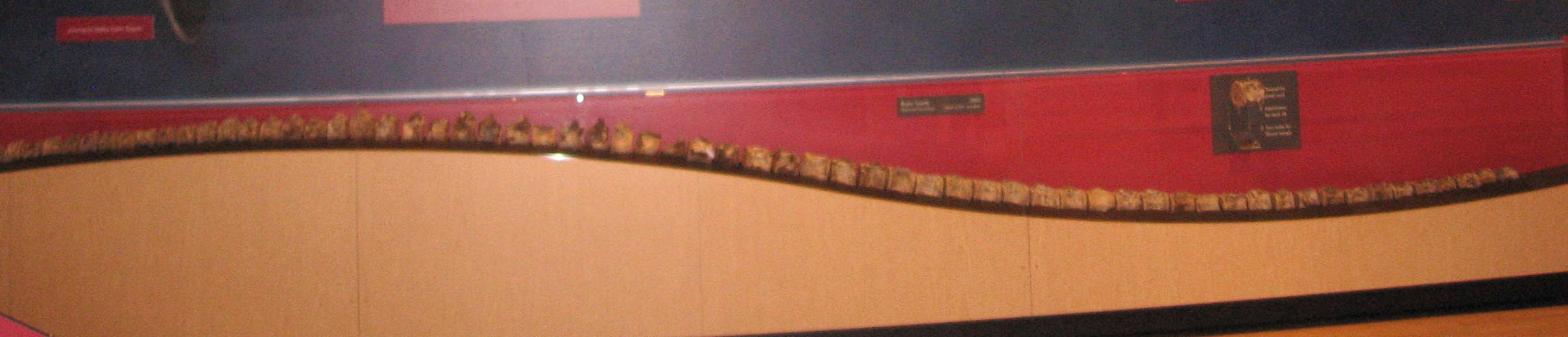
گردن تالاسامدون

طول این جانور ۱۲ متر بوده که گردن ۶ متری آن که شامل ۶۳ مهره می‌شده، در واقع نیمی از طول بدن او را تشکیل می‌داده است.طول جمجمه ۴۷ سانتیمتر بوده است و دندان‌ها نیز ۵ سانتیمتر بوده‌اند.باله‌ها نیز طولی مابین ۱.۵ تا ۲ متر داشته‌اند.مقداری سنگ در ناحیه شکم یافت شده است که ممکن برای حفظ تعادل در آب یا برای هضم بکار می‌رفته‌اند.وقتی که شن و ماسه با حرکات معده حرکت می‌کنند، باعث آسیاب شدن و بهتر هضم شدن غذا می‌گردند.